# Nikodim Kondakov
Nikodim Kondakov, född 1 november 1844, död 17 februari 1925, var en rysk konstlärd.
Kondakov var universitetsprofessor i Odessa, senare i Sankt Petersburg, överflyttade till universitetet i Sofia och därifrån till Prag. Han hade stor betydelse som sin tids främsta kännare av rysk och bysantinsk ikonografi. Från 1876 utgav Kondakov ett arbete om bysantinsk konst efter de grekiska handskrifternas miniatyrer, vilket utkom på franska i 2 band 1886-91. 1887 utkom hans skildring av Konstantinopels kristna monument, 1890 hans beskrivning över Georgiens fornminnen, 1902 en beskrivning av de kristna konstminnena på Athos, 1904 rapport från en arkeologisk resa genom Syrien och Palestina samt 1909 en rapport från en arkeologisk resa i Makedonien. Därutöver har Kondakov utgett värdefulla arbeten om Jesu Kristi ikonografi (1905) och Jungfru Marie ikonograf (2 band 1914-). Efter hans död utgavs från 1928 ett stort verk över de ryska ikonerna.